# Pier Cristoforo Giulianotti
Pier Cristoforo Giulianotti (Filattiera, 6 luglio 1953) è un chirurgo italiano.
È considerato uno dei migliori chirurghi al mondo nel campo della chirurgia robotica.

## Biografia

### Studi e formazione
Nato a Filattiera, piccolo comune della Lunigiana, si iscrive a Pisa e viene anche ammesso alla Scuola Normale di Pisa dove si laurea col massimo dei voti. Muove le sue prime esperienze nel campo della chirurgia presso l'ospedale Santi Giacomo e Cristoforo di Massa sotto l'egida del cardiochirurgo Gaetano Azzolina, dopodiché si trasferisce prima a Pisa, dove per dieci anni è docente di Chirurgia presso l'ateneo pisano, e nel 1998 a Grosseto, dove diventa direttore del Dipartimento di Chirurgia Generale presso l'ospedale Misericordia.

### Chirurgia robotica a Grosseto
Nel 2000 inizia a lavorare nel campo della chirurgia robotica, eseguendo per la prima volta al mondo procedure complesse come resezioni epatiche, resezioni polmonari e duodenocefalopancreasectomie. Nel 2005 inaugura a Grosseto la Scuola internazionale ACOI di chirurgia robotica, una delle più importanti in Europa, nella quale si formano i chirurghi generali, gli urologi e i ginecologi provenienti dal territorio nazionale e internazionale. Grazie alla proficua collaborazione, l'Urologia di Grosseto, tra le prime italiane, esegue prostatectomie radicali robotiche, nefrectomie parziali robotiche e cistectomie robotiche con confezionamento di neovescica ileale ortotopica, divenendo riferimento di chirurgia robotica urologica della Toscana.
Nel 2008 Giulianotti ha eseguito per la prima volta in Italia presso l'ospedale di Grosseto un'emitiroidectomia robotica. Ha collaborato con istituti di chirurgia in Europa quali l'European Surgical Institute (ESI) di Norderstedt, presso Amburgo in Germania, e l'IRCAD (Institut de Recherché contre les Cancers de l'Appareil Digestif), a Strasburgo, Francia.

### L'attività negli Stati Uniti
Dopo essersi trasferito negli Stati Uniti, dove diviene professore di Chirurgia e capo della divisione di Chirurgia robotica presso l'Università dell'Illinois a Chicago, inaugura nell'aprile del 2008 l'Advanced Robotic Research and Training Laboratory, l'unico centro di perfezionamento di chirurgia robotica in tutto il Midwest statunitense. Nel 2009 è nominato presidente inaugurale della Clinical Robotic Surgery Association.
Inoltre, Giulianotti pubblica abitualmente saggi scientifici su numerosi argomenti quali chirurgia pancreatica, vascolare, digestiva e robotica, oltre a realizzare operazioni in videoconferenza con tutto il mondo, spesso come membro del Medical Division di Chicago o affiliandosi all'ospedale di Grosseto quando torna occasionalmente in Italia.

### Altre attività
Giulianotti è anche un ottimo pianista, quinto livello di Conservatorio. I suoi musicisti preferiti sono Bach, Mozart, Beethoven e Chopin.